# Swiss Indoors 2004 - Qualificazioni singolare
Le qualificazioni del singolare allo Swiss Indoors 2004 sono state un torneo di tennis preliminare per accedere alla fase finale della manifestazione. I vincitori dell'ultimo turno sono entrati di diritto nel tabellone principale. In caso di ritiro di uno o più giocatori aventi diritto a questi sono subentrati i lucky loser, ossia i giocatori che hanno perso nell'ultimo turno ma che avevano una classifica più alta rispetto agli altri partecipanti che avevano comunque perso nel turno finale.
Le qualificazioni del torneo Swiss Indoors 2004 prevedevano 32 partecipanti di cui 4 sono entrati nel tabellone principale.

## Teste di serie
1. Bohdan Ulihrach (ultimo turno)
2. Olivier Mutis (ultimo turno)
3. Jérôme Haehnel (Qualificato)
4. Olivier Patience (primo turno)

1. Thierry Ascione (ultimo turno)
2. Christophe Rochus (primo turno)
3. Tomáš Zíb (primo turno)
4. Dick Norman (Qualificato)

## Qualificati
1. Dick Norman
2. Wesley Moodie

1. Jérôme Haehnel
2. Michel Kratochvil

## Tabellone

### Legenda
| - Q = Qualificato - WC = Wild card - LL = Lucky loser | - ALT = Alternate - SE = Special Exempt - PR = Protected Ranking | - w/o = Walkover - r = Ritirato - d = Squalificato |

### Sezione 1
|  | Primo turno     | Primo turno          | Primo turno          | Primo turno | Primo turno |  |  | Secondo turno | Secondo turno   | Secondo turno   | Secondo turno | Secondo turno |   |   | Ultimo turno | Ultimo turno    | Ultimo turno    | Ultimo turno | Ultimo turno |  |
|  |                 |                      |                      |             |             |  |  |               |                 |                 |               |               |   |   |              |                 |                 |              |              |  |
|  | 1               | Bohdan Ulihrach      | Bohdan Ulihrach      | 7           | 6           |  |  |               |                 |                 |               |               |   |   |              |                 |                 |              |              |  |
|  |                 | Jean-Claude Scherrer | Jean-Claude Scherrer | 65          | 4           |  |  | 1             | Bohdan Ulihrach | Bohdan Ulihrach | 7             | 6             |   |   |              |                 |                 |              |              |  |
|  | Kristian Pless  | Kristian Pless       | 4                    | 7           | 6           |  |  |               | Kristian Pless  | Kristian Pless  | 5             | 2             |   |   |              |                 |                 |              |              |  |
|  | Tobias Summerer | Tobias Summerer      | 6                    | 62          | 1           |  |  |               |                 |                 |               |               |   |   | 1            | Bohdan Ulihrach | Bohdan Ulihrach | 3            | 4            |  |
|  | Michael Lammer  | Michael Lammer       | Michael Lammer       | 6           | 6           |  |  |               |                 | 8               | Dick Norman   | Dick Norman   | 6 | 6 |              |                 |                 |              |              |  |
|  | Tomáš Cakl      | Tomáš Cakl           | Tomáš Cakl           | 4           | 1           |  |  |               | Michael Lammer  | 6               | 3             | 2             |   |   |              |                 |                 |              |              |  |
|  | 8               | Dick Norman          | Dick Norman          | 6           | 6           |  |  | 8             | Dick Norman     | 4               | 6             | 6             |   |   |              |                 |                 |              |              |  |
|  |                 | Florent Serra        | Florent Serra        | 3           | 4           |  |  |               |                 |                 |               |               |   |   |              |                 |                 |              |              |  |

### Sezione 2
|  | Primo turno   | Primo turno    | Primo turno   | Primo turno | Primo turno |  |  | Secondo turno  | Secondo turno  | Secondo turno | Secondo turno | Secondo turno |   |   | Ultimo turno | Ultimo turno  | Ultimo turno  | Ultimo turno | Ultimo turno |  |
|  |               |                |               |             |             |  |  |                |                |               |               |               |   |   |              |               |               |              |              |  |
|  | 2             | Olivier Mutis  | Olivier Mutis | 6           | 6           |  |  |                |                |               |               |               |   |   |              |               |               |              |              |  |
|  |               | Ivo Minář      | Ivo Minář     | 1           | 0           |  |  | 2              | Olivier Mutis  | Olivier Mutis | 6             | 6             |   |   |              |               |               |              |              |  |
|  | Marc Gicquel  | Marc Gicquel   | Marc Gicquel  | 6           | 7           |  |  |                | Marc Gicquel   | Marc Gicquel  | 1             | 3             |   |   |              |               |               |              |              |  |
|  | Arvind Parmar | Arvind Parmar  | Arvind Parmar | 4           | 62          |  |  |                |                |               |               |               |   |   | 2            | Olivier Mutis | Olivier Mutis | 4            | 3            |  |
|  | Wesley Moodie | Wesley Moodie  | Wesley Moodie | 6           | 6           |  |  |                |                |               | Wesley Moodie | Wesley Moodie | 6 | 6 |              |               |               |              |              |  |
|  | Novak Đoković | Novak Đoković  | Novak Đoković | 1           | 1           |  |  | Wesley Moodie  | Wesley Moodie  | 3             | 6             | 6             |   |   |              |               |               |              |              |  |
|  |               | Jérôme Golmard | 6             | 65          | 7           |  |  | Jérôme Golmard | Jérôme Golmard | 6             | 3             | 2             |   |   |              |               |               |              |              |  |
|  | 7             | Tomáš Zíb      | 4             | 7           | 5           |  |  |                |                |               |               |               |   |   |              |               |               |              |              |  |

### Sezione 3
|  | Primo turno         | Primo turno         | Primo turno         | Primo turno | Primo turno |  |  | Secondo turno | Secondo turno   | Secondo turno   | Secondo turno   | Secondo turno   |   |   | Ultimo turno | Ultimo turno   | Ultimo turno   | Ultimo turno | Ultimo turno |  |
|  |                     |                     |                     |             |             |  |  |               |                 |                 |                 |                 |   |   |              |                |                |              |              |  |
|  | 3                   | Jérôme Haehnel      | 6                   | 68          | 7           |  |  |               |                 |                 |                 |                 |   |   |              |                |                |              |              |  |
|  |                     | Massimo Dell'Acqua  | 3                   | 7           | 63          |  |  | 3             | Jérôme Haehnel  | Jérôme Haehnel  | 6               | 6               |   |   |              |                |                |              |              |  |
|  | Alexander Waske     | Alexander Waske     | Alexander Waske     | 7           | 6           |  |  |               | Alexander Waske | Alexander Waske | 3               | 2               |   |   |              |                |                |              |              |  |
|  | Stéphane Bohli      | Stéphane Bohli      | Stéphane Bohli      | 6           | 2           |  |  |               |                 |                 |                 |                 |   |   | 3            | Jérôme Haehnel | Jérôme Haehnel | 7            | 6            |  |
|  | Roman Valent        | Roman Valent        | Roman Valent        | 6           | 6           |  |  |               |                 | 5               | Thierry Ascione | Thierry Ascione | 5 | 3 |              |                |                |              |              |  |
|  | Jean-Michel Péquery | Jean-Michel Péquery | Jean-Michel Péquery | 2           | 4           |  |  |               | Roman Valent    | 1               | 7               | 3               |   |   |              |                |                |              |              |  |
|  | 5                   | Thierry Ascione     | Thierry Ascione     | 6           | 6           |  |  | 5             | Thierry Ascione | 6               | 64              | 6               |   |   |              |                |                |              |              |  |
|  |                     | Jan Minar           | Jan Minar           | 3           | 4           |  |  |               |                 |                 |                 |                 |   |   |              |                |                |              |              |  |

### Sezione 4
|  | Primo turno     | Primo turno       | Primo turno       | Primo turno  | Primo turno |  |  | Secondo turno     | Secondo turno     | Secondo turno     | Secondo turno | Secondo turno |   |   | Ultimo turno      | Ultimo turno      | Ultimo turno      | Ultimo turno | Ultimo turno |  |
|  |                 |                   |                   |              |             |  |  |                   |                   |                   |               |               |   |   |                   |                   |                   |              |              |  |
|  |                 | Michel Kratochvil | Michel Kratochvil | 7            | 7           |  |  |                   |                   |                   |               |               |   |   |                   |                   |                   |              |              |  |
|  | 4               | Olivier Patience  | Olivier Patience  | 64           | 5           |  |  | Michel Kratochvil | Michel Kratochvil | Michel Kratochvil | 6             | 7             |   |   |                   |                   |                   |              |              |  |
|  | Rik De Voest    | Rik De Voest      | Rik De Voest      | Rik De Voest | W-O         |  |  | Rik De Voest      | Rik De Voest      | Rik De Voest      | 1             | 64            |   |   |                   |                   |                   |              |              |  |
|  | Takao Suzuki    | Takao Suzuki      | Takao Suzuki      | Takao Suzuki |             |  |  |                   |                   |                   |               |               |   |   | Michel Kratochvil | Michel Kratochvil | Michel Kratochvil | 6            | 6            |  |
|  | Gaël Monfils    | Gaël Monfils      | 6                 | 4            | 6           |  |  |                   |                   | Gaël Monfils      | Gaël Monfils  | Gaël Monfils  | 3 | 1 |                   |                   |                   |              |              |  |
|  | Stéphane Robert | Stéphane Robert   | 3                 | 6            | 1           |  |  | Gaël Monfils      | Gaël Monfils      | Gaël Monfils      | 7             | 6             |   |   |                   |                   |                   |              |              |  |
|  |                 | George Bastl      | 2                 | 6            | 6           |  |  | George Bastl      | George Bastl      | George Bastl      | 5             | 2             |   |   |                   |                   |                   |              |              |  |
|  | 6               | Christophe Rochus | 6                 | 2            | 1           |  |  |                   |                   |                   |               |               |   |   |                   |                   |                   |              |              |  |